# Rheumaptera latifasciata
Rheumaptera latifasciata är en fjärilsart som beskrevs av Hirschke 1910. Rheumaptera latifasciata ingår i släktet Rheumaptera och familjen mätare. Inga underarter finns listade.